# Nje
Nje (Њ њ; font italic: Њ њ) este o literă a alfabetului chirilic sârb, bosniac, muntenegrean și macedonian

Litera reprezintă o ligatură dintre 2 litere N „Н” (arată ca un H (haș), se citește N în toate versiunile de aflabete chirilice) și Semnul moale „Ь” (citit uneori ca I). A fost inventată de către Vuk Stefanović Karadžić. 
Corespunde combinației de litere NJ, nj a versiunii alfabetelor latine ale limbilor croate, sârbe, macedonene și muntenegrene
Este utilizată în versiunile de alfabet chirilic ale limbilor macedoneană, sârbă și dialectele derivate din ea, unde reprezintă consoana nazală: /ɲ/, similară literei spaniole „ñ” și literelor din Poloneză „ń”, Litera Cehă și Slovacă „ň”).